# Hyperpolarisation (Physik)
In der Physik versteht man unter Hyperpolarisation eine geordnete Ausrichtung von Kernspins in einer Materialprobe weit über das thermische Gleichgewicht hinaus.

## Definition
Ein Spin der Größe {\displaystyle I} hat relativ zu einer gegebenen Quantisierungsachse {\displaystyle 2I+1} mögliche Orientierungen (siehe Richtungsquantelung). Befinden sich die Teilchen in einem äußeren Magnetfeld, entstehen wegen des mit dem Spin verbundenen magnetischen Moments zwischen diesen Orientierungen Energieunterschiede, die für ein gegebenes Atom und dessen molekulare Umgebung typisch sind. Diese Energieunterschiede bewirken grundsätzlich eine Polarisation, also Unterschiede zwischen den Besetzungszahlen der einzelnen Orientierungen. Die Energiedifferenzen sind allerdings selbst in starken Feldern sehr klein im Vergleich zur thermischen Energie der Teilchen. Die entstehenden Besetzungsunterschiede lassen sich mithilfe der Boltzmann-Statistik berechnen; sie liegen stets unterhalb 1 Promille.
Für die Kernresonanzspektroskopie kommt es aber auf möglichst große Besetzungsunterschiede an, da die Absorption sonst von der induzierten Emission vollständig aufgehoben wird, die Probe also quasi durchsichtig wird. Die Empfindlichkeit von Kernresonanzexperimenten ist folglich vergleichsweise gering.
Eine Probe, in der ein oder mehrere Spinzustände gegenüber dem oder den anderen erheblich mehr überwiegt/überwiegen, als ihre Energiedifferenz über die Boltzmann-Statistik vorhersagt, nennt man hyperpolarisiert.

## Realisierung
Hyperpolarisationseffekte lassen sich experimentell in Edelgasen erzeugen. Häufig wird hierzu das Helium-Isotop 3He oder das Xenon-Isotop 129Xe verwendet.
Die Hyperpolarisation wird über den Umweg der Polarisation von Elektronenspins von Alkalimetallen erreicht. Die magnetischen Momente der Hüllenelektronen eines gasförmigen Alkalimetalls (häufig Rubidium) werden durch optisches Pumpen ausgerichtet und das Alkalimetallgas mit dem Edelgas vermischt. Durch Stöße zwischen den Edelgasatomen und den Alkalimetallatomen kommt es dazu, dass die ausgerichteten Elektronenspins der Alkalimetalle die Kernspins der Edelgase ausrichten (Hyperfeinwechselwirkungen). Dadurch konnten experimentell Polarisationsgrade von bis zu 70 % erreicht werden, was einige Größenordnungen über der von der Boltzmann-Statistik vorgegebenen Gleichgewichtspolarisierung liegt.
Eine andere Möglichkeit stellt die so genannte dynamische Kernpolarisierung (dynamic nuclear polarization) dar. Diese Methode kann in Festkörpern Polarisierung von Elektronenspins auf den Kernspin übertragen. Es werden dazu (meist organische) Radikale in die Probe eingebracht, und die Probe dann bei sehr tiefen Temperaturen und mittleren Magnetfeldern (beispielsweise 1,1 Kelvin und 3 Tesla) einer starken Mikrowellenstrahlung im Bereich der Resonanzfrequenz der Radikalelektronen ausgesetzt. Dies entspricht dem Aufbau eines Elektronenspinresonanzexperiments. Durch Wechselwirkungen zwischen Elektronen und Kernen (Overhausereffekt, Solid effect, Thermal mixing und andere) kann nach ausreichend langer Bestrahlung eine hohe Polarisierung der Kerne erreicht werden. Es gibt vielversprechende Versuche, diese Polarisierung des Festkörpers durch schnelles Auftauen und Lösen in die flüssige Phase zu übertragen.

## Anwendungen
Eine Anwendung der Hyperpolarisation liegt im Bereich der Kernspinresonanz (NMR) bzw. Magnetresonanztomografie (MRT). Durch die große Zahl ausgerichteter Kernspins ist das hyperpolarisierte Gas sehr gut mit Magnetresonanzmethoden zu erkennen, weshalb es sich als Kontrastmittel für bestimmte Anwendungen anbietet. Bisher wurde erfolgreich demonstriert, dass sich nach der Inhalation von hyperpolarisiertem Xenon gute MRT-Aufnahmen der menschlichen Lunge machen lassen.
Das im vorigen Abschnitt erwähnte Verfahren mit einer Lösung von Molekülen mit hyperpolarisierten Atomkernen lässt sich z. B. in der onkologischen Diagnostik einsetzen. Der Stoffwechsel der hyperpolarisierten Moleküle wird dabei mit dynamischer Bildgebung verfolgt. Als Beispiel konnte ein Polarisationsgrad im Festkörper von (64±5)% für 13C-Spins in einem für die Onkologie geeigneten Molekül (Brenztraubensäure) erreicht werden. Verluste während der Auflösung der Probe und Transfer für die anschließende NMR- oder MRT-Messung können auf einige Prozent reduziert werden.
Auch in strukturbiologischen Forschungen lässt sich Hyperpolarisation mit Erfolg einsetzen.